# Центральный Шарлевиль
Центра́льный Шарлеви́ль (фр. Charleville-Centre) — кантон во Франции, находится в регионе Шампань — Арденны, департамент Арденны. Входит в состав округа Шарлевиль-Мезьер.
Код INSEE кантона — 0805. Всего в кантон Центральный Шарлевиль входит 3 коммуны, из них главной коммуной является Шарлевиль-Мезьер.

## Коммуны кантона
| Коммуна          | Население, чел. (1999) | Почтовый индекс | Код INSEE |
| ---------------- | ---------------------- | --------------- | --------- |
| Монси-Нотр-Дам   | 1 482                  | 08090           | 08298     |
| Шарлевиль-Мезьер | 9 531                  | 08000           | 08105     |
| Эглемон          | 1 733                  | 08090           | 08003     |

## Население
Население кантона на 1999 год составляло 12 746 человек.
| 1962 | 1968 | 1975 | 1982 | 1990 | 1999   | 2006 | 2007 | 2008 |
| ---- | ---- | ---- | ---- | ---- | ------ | ---- | ---- | ---- |
| —    | —    | —    | —    | —    | 12 746 | —    | —    | —    |